# Joseph Rabstejnek
Joseph Rabtejnek, né le 15 mars 1921 à Saint-Malo et mort le 6 mars 1996 à Avranches, est un footballeur français. Attaquant, il évolue chez les professionnels avec le Stade rennais puis avec le Stade français durant les années 1940.

## Biographie
Né à Saint-Malo le 15 mars 1921, Joseph Rabstejnek est le frère de Guy Rabstejnek, lui aussi footballeur professionnel. Leur père est originaire de Tchécoslovaquie et a reçu la nationalité française.
Après avoir joué à l'US servannaise et malouine et à l'Union sportive granvillaise, sous statut amateur, il intègre les rangs professionnels du Stade rennais en 1945. Très vite titulaire en attaque lors de la saison 1945-1946, il termine meilleur buteur rennais, avec quinze réalisations. En 1946, il est rejoint à Rennes par son jeune frère Guy, et les deux sont régulièrement alignés ensemble en attaque par l'entraîneur rennais François Pleyer. Une nouvelle fois meilleur buteur rennais lors de la saison 1946-1947, à égalité avec André Simonyi, Joseph Rabstejnek quitte le club en 1947 pour rejoindre le Stade français, en région parisienne.
Il meurt le 6 mars 1996 à Avranches, à l'âge de 74 ans, après avoir exercé comme entraîneur à Saint-Brieuc.

## Statistiques
Le tableau suivant récapitule les statistiques de Joseph Rabstejnek durant sa carrière professionnelle.
| Saison                | Club                  | Championnat           | Championnat | Championnat | Coupe(s) nationale(s) | Coupe(s) nationale(s) | Total | Total |
| Saison                | Club                  | Division              | M.          | B.          | M.                    | B.                    | M.    | B.    |
| 1945 - 1946           | Stade rennais         | D1                    | 29          | 15          | 2                     | 0                     | 31    | 15    |
| 1946 - 1947           | Stade rennais         | D1                    | 34          | 13          | 2                     | 0                     | 36    | 13    |
| 1947-1948             | Stade français        | D1                    | -           | -           | -                     | -                     | 0     | 0     |
| Total sur la carrière | Total sur la carrière | Total sur la carrière | 63          | 28          | 4                     | 0                     | 67    | 28    |